# Дагаев, Нестор Константинович
Не́стор Константи́нович Дага́ев (род. 1871 г. — после 1917) — писатель, христианский экзегет, русский православный библеист, магистр богословия Санкт-Петербургской духовной академии..

## Биография
Нестор Дагаев родился в 1871 году в Курской губернии в семье диакона.
Окончил Белгородское духовное училище, затем Курскую духовную семинарию. В 1895 год окончил Санкт-Петербургскую духовную академию со степенью кандидата богословия. С начала 1896 года занимал должности помощника инспектора и библиотекаря во Владимирской духовной семинарии.
С марта 1899 года преподаватель курсов библейской и общей церковной истории Владимирской духовной семинарии. В 1899 году в Санкт-Петербургской духовной академии защитил магистерскую диссертацию по теме «История ветхозаветного канона». Диссертация была отмечена современниками как «исследование высокой научной ценности, и едва ли не единственная на эту тему на русском языке специальная работа».
С апреля 1900 года преподаватель курса Священного Писания Ветхого Завета в Рижской духовной семинарии В августе 1902 года был избран секретарем правления семинарии.
Он является автором сочинений:
- История ветхозаветного канона. — СПб., 1898;
- Два важнейших вопроса в истории ветхозаветного канона: (Речь… перед защитой дис.: «История ветхозаветного канона», 8 марта 1899 г.) // Христианское Чтение — 1899, Ч. 1. С. 678—691);
- Вопрос о великой синагоге в его отношении к истории ветхозаветного канона // Христианское Чтение — 1895, № 11/12. С. 522—535)[1];
- Талмудическая хронология в её отношении к истории ветхозаветного канона. — 1897[2];
- Беседы на I—VI главы 1-го Послания ап. Павла к Коринфянам // Владимирские ЕВ. — 1900. № 3. С. 93-100; № 6. С. 238—246; № 8. С. 279—289;
- История Рижской духовной семинарии, в связи с возникновением и утверждением Православия в Прибалтийском крае // Рижские ЕВ. — 1901. № 9-12, 14-17; — 1902. № 4-5, 7, 9;
- Обет Иеффая // Рижские ЕВ. — 1902. № 1. С. 25-37;
- О высшей ступени духовного миросозерцания христианина: (Слово… в день храмового праздника Покрова Пресв. Богородицы в Рижской ДС) // Рижские ЕВ. — 1911. № 20. С. 646—658[3].